# Срібні струни
«Срібні струни» (рос. «Серебряные струны») — радянський історико-біографічний фільм 1987 року, режисерів Павла Кадочникова і Олега Дашкевича. Прем'єра відбулася в січні 1988 року.

## Сюжет
Фільм присвячений біографії творця першого в Росії оркестру народних інструментів, виконавця, композитора, диригента, просвітителя — Василя Васильовича Андреєва. Захопившись в молодості грою на балалайці, Василь Андреєв, родом із заможної купецької сім'ї, часто викликав глузування, роздратування і неприйняття серед своїх родичів і багатих знайомих.

## У ролях
| Актор               | Роль                            |
| ------------------- | ------------------------------- |
| Олександр Галибін   | Василь Васильович Андреєв       |
| Павло Кадочников    | Антип Савельїч                  |
| Ірина Малишева      | Віра Володимирівна              |
| Олена Соловей       | Софія Михайлівна Андреєва       |
| Наталія Кадочникова | Анна                            |
| Ернст Романов       | Микола Володимирович Галкін     |
| Володимир Балашов   | Сеславін                        |
| Ігор Горбачов       | Олександр III                   |
| Галина Філімонова   | пані Ядвіга Донатівна           |
| Розалія Котович     | Аглая Андріївна                 |
| Олег Лєтніков       | Володимир Львович Семикін       |
| Валерій Ольшанський | Володимир                       |
| Олександр Поляков   | Мікі                            |
| Борис Тетерін       | Франц Станіславович Пасербський |
| Віра Титова         | німкеня-гувернантка             |

## Знімальна група
- Автори сценарію: Павло Кадочников, Георгій Смирнов
- Режисери-постановники: Павло Кадочников, Олег Дашкевич
- Оператор-постановник — Олександр Чіров
- Художник-постановник — Олексій Федотов
- Композитор — Владислав Кладницький